# دیتر لیندنر
دیتر لیندنر (آلمانی: Dieter Lindner; ۱۸ ژانویهٔ ۱۹۳۷ – ۱ ژوئن ۲۰۲۱) دونده پیاده‌روی سرعت اهل آلمان بود.